# De krijtreuzen
De krijtreuzen (Engelse titel: The Chalk Giants) is een sciencefiction/fantasyverhalenbundel uit 1974 van de Britse schrijver Keith Roberts. Het is een bundel verhalen met een gezamenlijk thema.

## Synopsis
De bundel is opgebouwd uit een zevental verhalen, die door een proloog en verbindingstekst verbonden zijn. De introductie gaat over Sam Potts, die in een Austin Champ op weg is naar Salisbury Plain. alwaar zich onder meer de Krijtkalk Groep (Engels: Chalk Group) en Stonehenge bevinden. Potts rijdt op een snikhete augustusdag en komt in een lange file terecht. Het dorp Wareham (niet bestaand) waar zijn vader woont is niet bereikbaar en de politie houdt iedereen tegen. Potts moet zien te overleven met zijn overlevingspakket en restanten van benzine. Deze pakketten zijn nodig in een postapocalyptische wereld. Potts wijkt vervolgens af van de snelweg en ontmoet allerlei groteske types, die hebben weten te overleven of zich alleen in de gedachtenis van Potts bevinden.

## Meningen

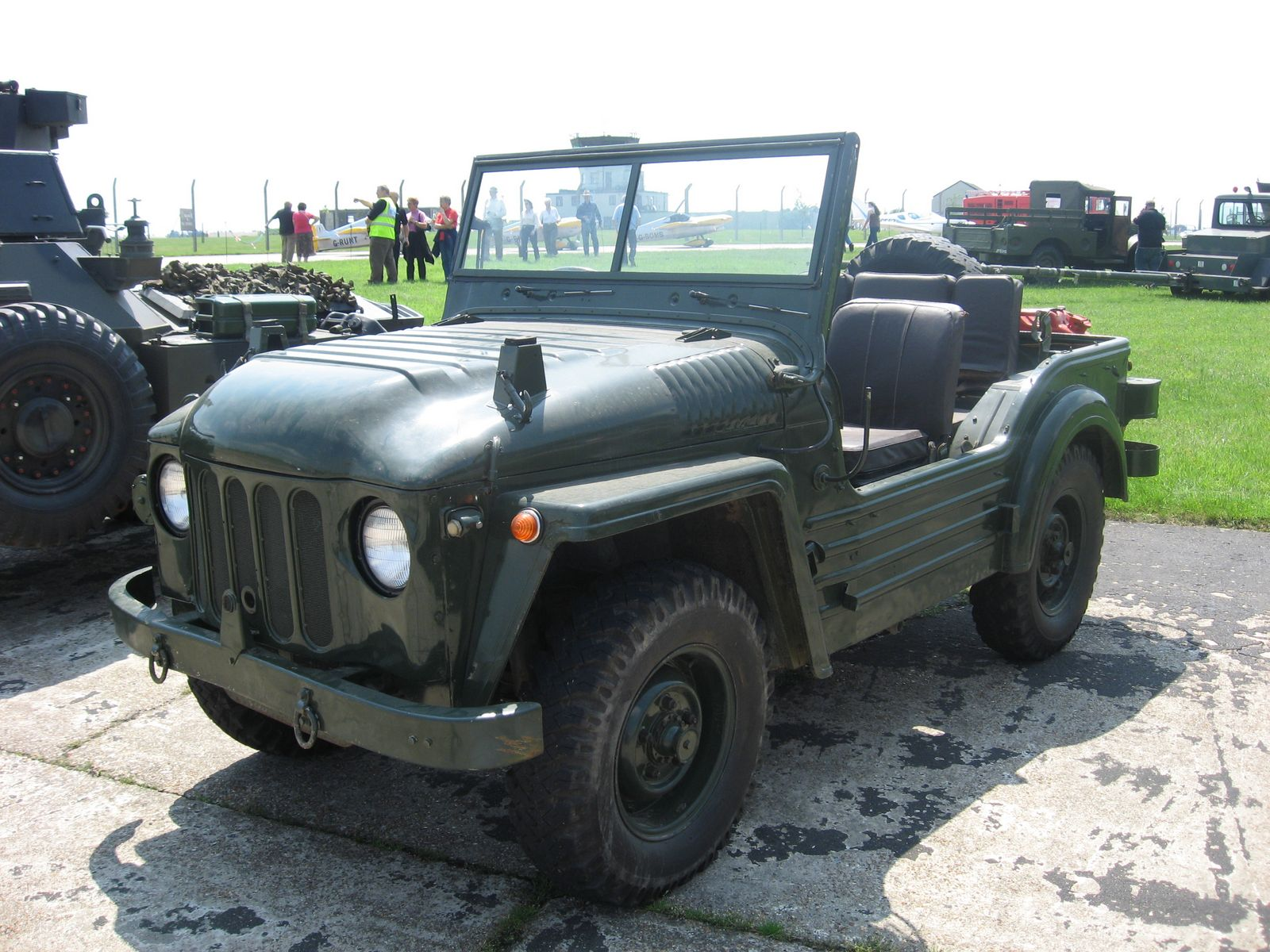
Een Austin Champ

De meningen over dit boek lopen uiteen van zeer positief tot zeer negatief, met alle gradaties daartussenin. Het varieert van schitterende vertelkunst tot een onduidelijke structuur. Gedurende het boek blijft het onduidelijk wat er precies aan de hand is. Droomt/hallucineert Potts de personen in het boek of beschrijft hij nieuw historie na de wereldramp. Die wereldramp wordt nergens aangeduid.     